# Stazione di Peri
Stazione di Peri vasútállomás Olaszországban, Veneto régióban, Dolcè településen.

## Vasútvonalak
Az állomást az alábbi vasútvonalak érintik:
- Brenner-vasútvonal

## Kapcsolódó állomások
A vasútállomáshoz az alábbi állomások vannak a legközelebb: 
- Stazione di Borghetto sull'Adige
- Stazione di Domegliara-Sant’Ambrogio
- Stazione di Dolcè